# Armoiries de Wallis-et-Futuna
 (septembre 2014).
Si vous disposez d'ouvrages ou d'articles de référence ou si vous connaissez des sites web de qualité traitant du thème abordé ici, merci de compléter l'article en donnant les références utiles à sa vérifiabilité et en les liant à la section « Notes et références ».
Les armoiries de Wallis-et-Futuna sont composées des mêmes éléments que son drapeau. On peut y voir une croix de saint André sur un champ de gueules et le drapeau de la France en haut à gauche. Dans une version précédente elles comportaient une croix pattée rouge.